# 트린들 레이나
트린들 레이나(일본어: トリンドル 玲奈 トリンドル れいな[*], 영어: Triendl Reina, 1992년 1월 23일~)는 일본의 패션 모델, 배우이다.
오스트리아 빈 출신. 플래티넘 프로덕션 소속이다.

## 내력
고교 2학년 때 스카우트되어 플래티넘 프로덕션에 소속. 2009년에 광고로 데뷔. 잡지 《JJ》 (코분샤)·《ViVi》 (코단샤)의 전속 모델을 맡는 등 모델로서 활동해, 하프 탤런트로서 텔레비전 버라이어티 프로그램에도 진출한다.
2012년 7월, TBS 계열 드라마 《검은 여교사》로 배우 데뷔.

## 인물
- 할아버지가 독일계 오스트리아인이다.
- 게이오기주쿠 대학 환경정보학부 졸업.

## 출연

### 드라마
- 검은 여교사 (2012년 7월 ~ 9월, TBS) - 오우치 후쿠코 역
- 슈가리스 (2012년 10월 ~ 12월, 닛폰 TV) - 스와 하루카 역
- 비브리아 고서당의 사건 수첩 (2013년 1월 ~ 3월, 후지 TV) - 사사키 아야 역
- 치프 플라이트 (2013년 3월 1일, 닛폰 TV) - 사쿠라다 마리아 역
- BAD BOYS J (2013년 4월 ~ 6월, 닛폰 TV) - 사토 에리카 역
- 행복해지는 3개의 쇼핑 〈《좋아요!》를 산 여자〉 (2013년 6월 25일, 칸사이 TV) - 아야세 히토미 역
- 야마다 군과 7인의 마녀 (2013년 8월 ~ 9월, 후지 TV) - 이토 미야비 역
- 미즈키 시게루의 게게게 괴담 〈요괴 마쿠라가에시〉 (2013년 8월 31일, 후지 TV) - 레이카 역
- 단다린 노동기준감독관 (2013년 10월 ~ 12월, 닛폰 TV) - 코미야 루리코 역
- 히가시노 게이고×아베 히로시 신춘 드라마 스페셜 “신참자” 카가 쿄이치로 〈잠자는 숲〉 (2014년 1월 2일, TBS) - 웨이트리스 역
- 로스트 데이즈 (2014년 1월 ~ 3월, 후지 TV) - 사사키 리카 역
- 미안해 청춘! (2014년 10월 ~ 12월, TBS) - 야마다 버켄스탁 쿄코 역
- 불편한 심부름센터 (2015년 4월 ~ 6월, TV 도쿄) - 성냥팔이 소녀?/모리 미키 역
  - 불편한 심부름센터 2016 첫눈 (2016년 12월 30일)
- 어느 날, 오리 버스 (2015년 7월 ~ 8월, NHK BS 프리미엄) - 사와다 키코 역
- 37.5 °C의 눈물 (2015년 7월 ~ 9월, TBS) - 유미카 역
- 언젠가 티파니에서 아침을 (2015년 10월 ~ 12월, 닛폰 TV) - 주연·사토 마리코 역
  - 언젠가 티파니에서 아침을 Season2 (2016년 1월 ~ 3월)
- 최후의 레스토랑 (2016년 5월 ~ 6월, NHK BS 프리미엄) - 잔 다르크 역
- 후회없이, 사랑해 (2016년 7월 ~ 9월, TBS) - 미야마 치아키 역
- 검은 10인의 여자 (2016년 9월 ~ 12월, 요미우리 TV) - 아이바 시노 역
- 츠쿠요미 군의 금단의 야식 (2023년 4월 ~ 6월, TV 아사히) -미카미 소요기 역

### 영화
- 극장판 BAD BOYS J -최후에 지킬 것- (2013년, 쇼게이트) - 사토 에리카 역
- 주온 -끝의 시작- (2014년, 쇼게이트) - 나나미 역
- 테라스 하우스 클로징 도어 금단의 부음성판 (2015년, 토호)
- 리얼 술래잡기 (2015년, 쇼치쿠/아스믹 에이스) - 주연·미츠코 역
- 닌쿄 야로 (2016년, KATSU-do) - 마사오카 토키코 역

## 수상
- 제19회 판타지아 국제 영화제 최우수 여우상 (《리얼 술래잡기》)[4]